# Dacrymycetes
Classe
Ordre
Famille
Les Dacrymycetes sont une classe de champignons de la division des Basidiomycota.
La famille des dacrymycètes a les parenthesomes non perforés et pousse généralement sur bois (espèces saprotrophes).
Cette classe ne contient que la seule ordre des Dacrymycetales et la seule famille des Dacrymycetaceae.
On trouve 9 genres et 101 espèces dans les Dacrymycetaceae.

## Genres
D'après la 10e édition de Dictionary of the Fungi (2007), cette famille est constituée des genres suivants :
- Calocera
- Cerinomyces
- Cerinosterus
- Dacrymyces
- Dacryonaema
- Dacryopinax
- Dacryoscyphus
- Ditiola
- Guepiniopsis

Le genre Heterotextus pourrait ne pas être synonyme de Guepiniopsis.